# حشره‌خوار کوتوله
 حشره‌خوار کوتوله (نام علمی: Sorex nanus) نام یک گونه از سرده حشره‌خوارهای دم‌دراز است.